# 興亜行進曲

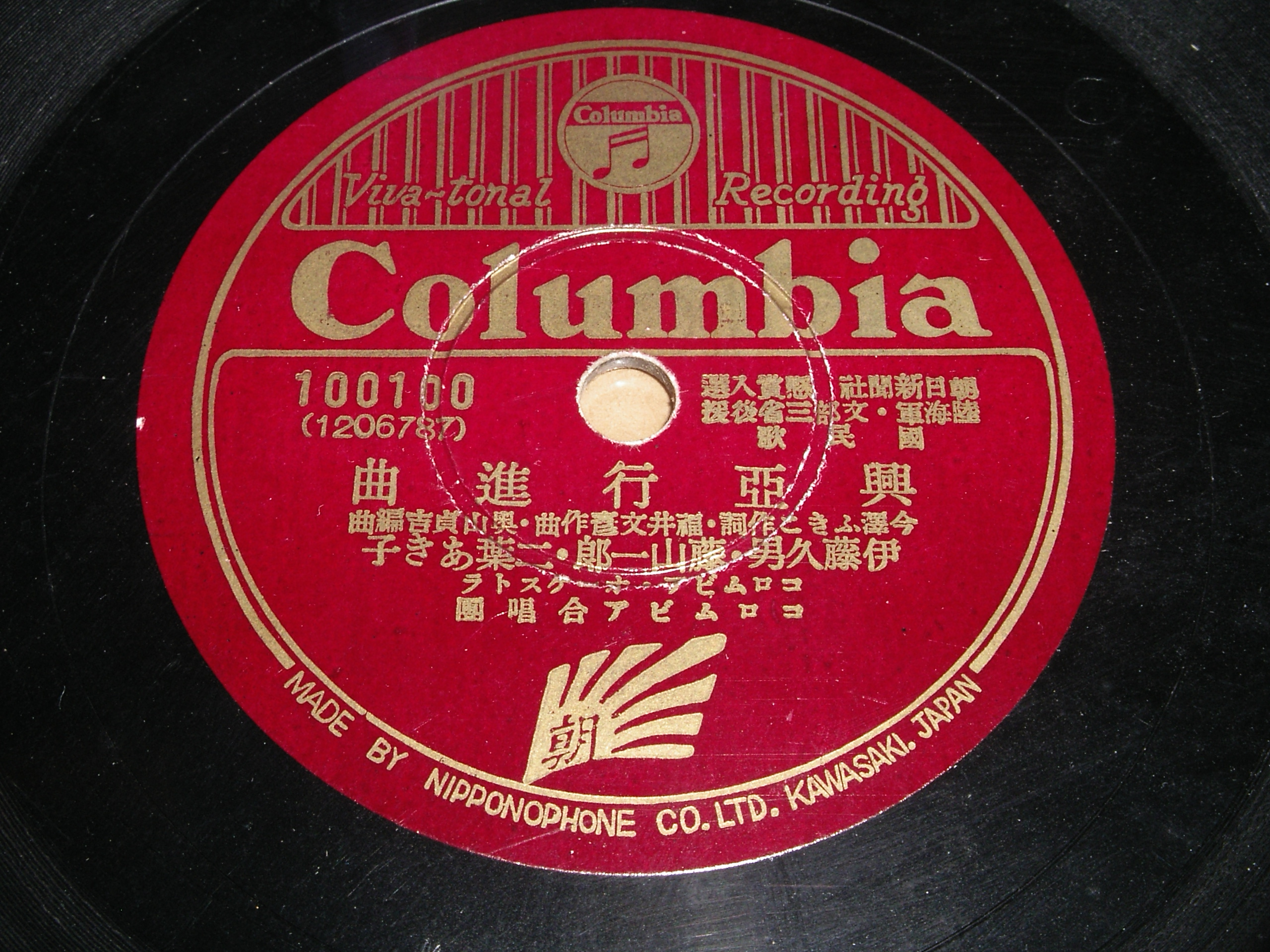
興亜行進曲（コロムビアレコード盤）

興亜行進曲（こうあこうしんきょく）は、1940年（昭和15年）7月にレコード会社各6社から競作で発売された軍歌である。
朝日新聞が陸軍省、海軍省、文部省のバックアップによって公募した。詞は、1940年（昭和15年）3月22日から4月30日にかけて募集され、同年6月5日に発表。2万9521通の応募の中から山梨県の今沢ふきこという25歳の女性の詞が選ばれた。曲は、同年7月2日に発表。5875通の応募の中から藤原義江のピアノ伴奏をしていた福井文彦の曲が選ばれた。ちなみに、編曲は各社の作曲家・編曲者が担当し、間奏部分は各社の独自となっている。

## 吹き込み歌手
- コロムビアレコード: 伊藤久男、藤山一郎、二葉あき子
- ビクターレコード: 波岡惣一郎、灰田勝彦、藤原亮子、水原美也子
- キングレコード: 永田絃次郎、長門美保
- ポリドールレコード: 奥田良三、関種子
- テイチクレコード: 鬼俊英、服部富子
- タイヘイレコード: 井田照夫、立花ひろし、有島通男、三原純子、渡辺光子